# Rey de Todos los Pueblos

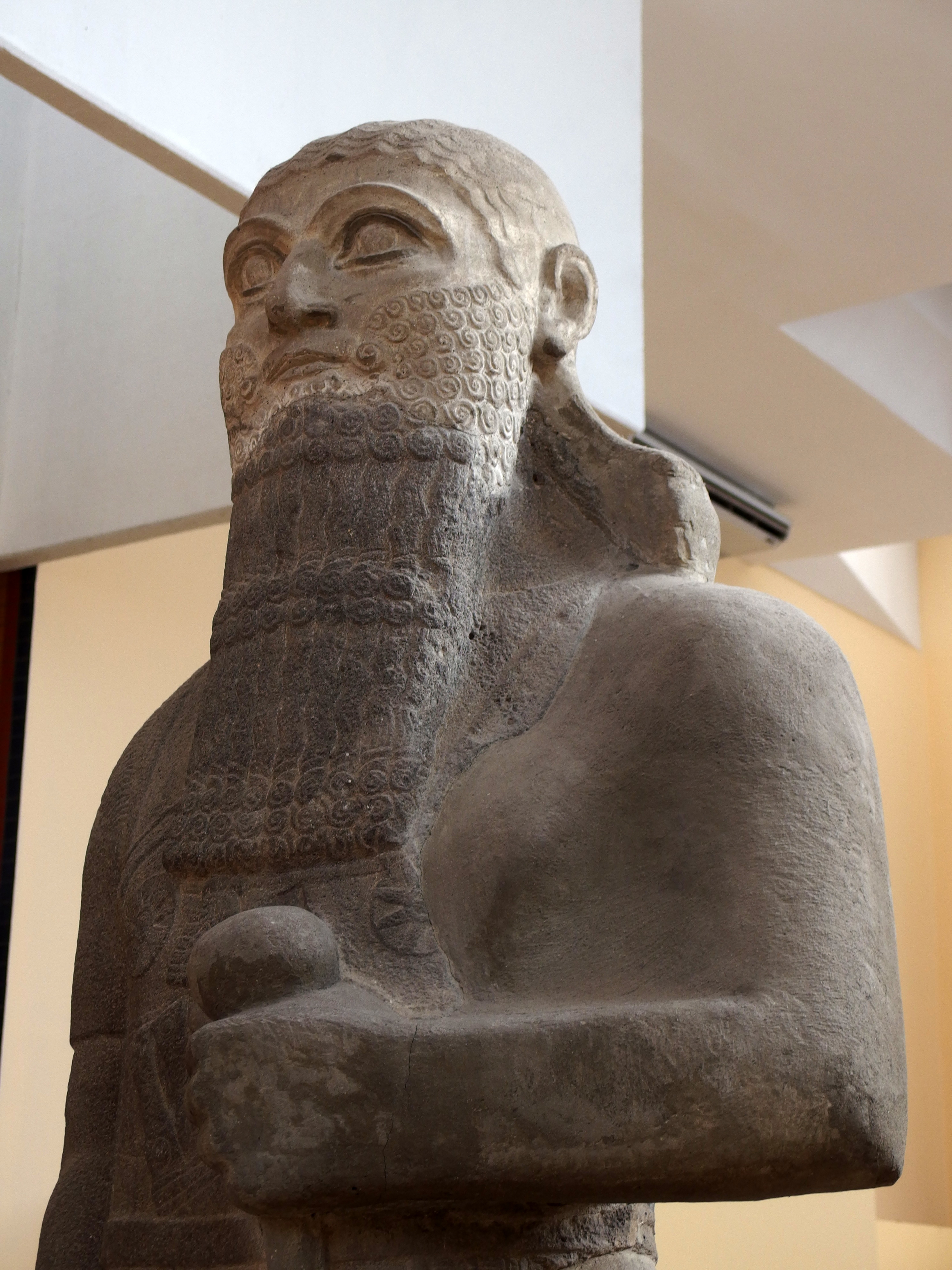
Este título fue utilizado con frecuencia por el rey Salmanasar III del Imperio NeoAsirio

Rey de Todos los Pueblos (en idioma acadio: šar kiššat nišē) fue un título de gran prestigio raramente atestiguado por algunos de los reyes de Asiria. Fue uno de los varios títulos de la antigua Mesopotamia que reclamaban explícitamente la dominación mundial; los otros títulos eran šar kibrāt erbetti (Rey de las cuatro esquinas del mundo) y šar kiššatim (Rey del universo). A diferencia de estos otros dos títulos, que tuvieron sus orígenes durante el Imperio Acadio ~ 2300 a. C. y habían sufrido un amplio reconocimiento y uso a lo largo de más de mil años de historia mesopotámica, el título de šar kiššat nišē parece haber sido una invención asiria posterior, utilizada solo por un puñado de reyes.
A diferencia de los otros títulos de supuesta dominación mundial, "rey de todos los pueblos" no se refiere a un dominio territorial, sino que el rey asirio era superior a los extranjeros y que poseía el derecho legítimo de gobernarlos (a todos). Aparece en los titulares de los reyes medio asirios Salmanasar I y TukultiNinurta I.

## Uso por Asurnasipal II

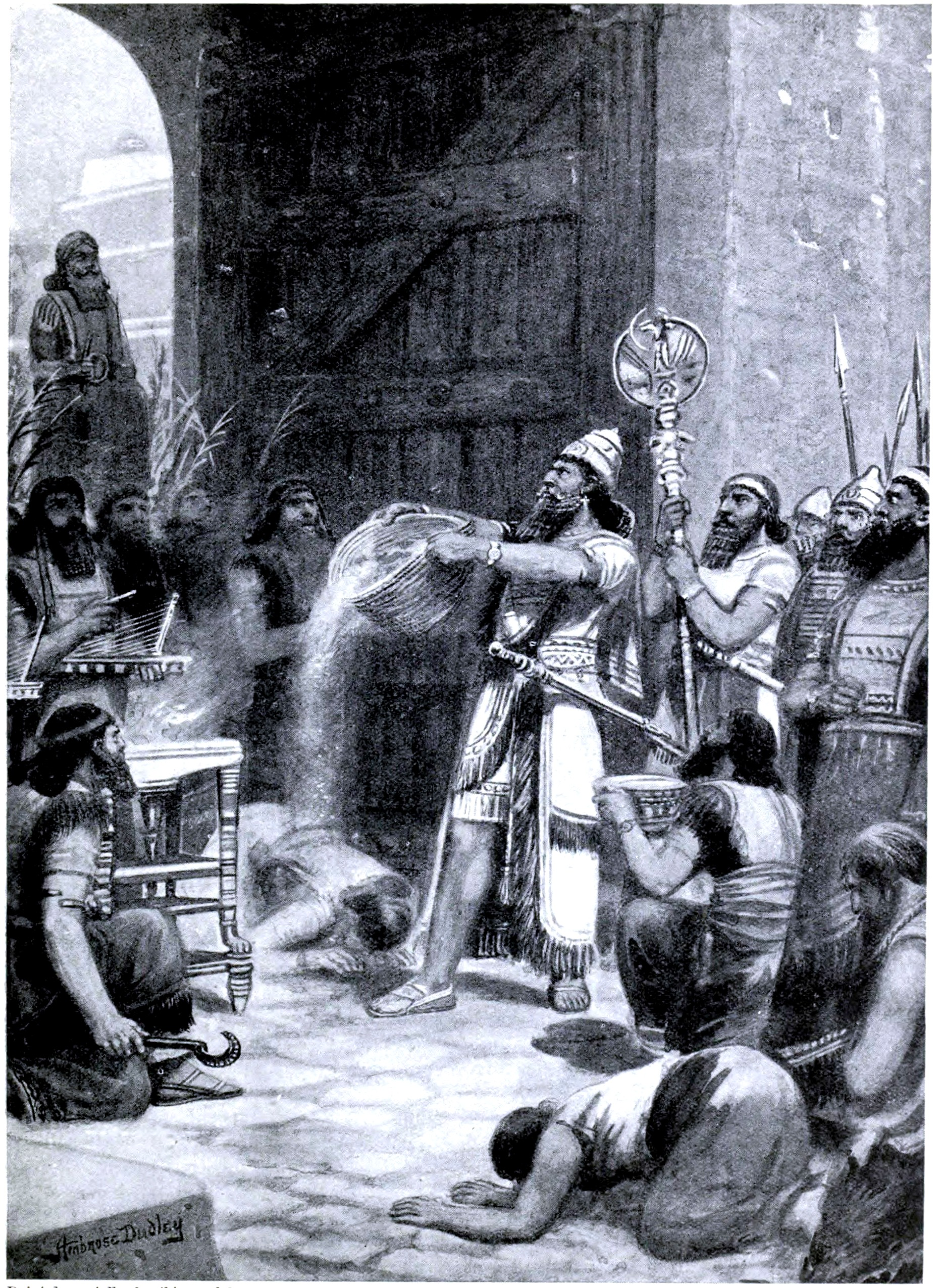
Salmanasar I, rey de Asiria que usó este título

Šar kiššat nišē fue uno de los varios títulos utilizados por el rey neoasirio Asurnasirpal II, otros títulos y epítetos similares utilizados por él incluyen šapir kal nišē ("comandante de todos los pueblos") y ša naphar kiššat nišē ipellu ("el que gobierna a todos los pueblos"). Para hacer cumplir su derecho a gobernar sobre todos los pueblos, Asurnasirpal se aseguró de que su nueva capital, Kalhu, tuviera un carácter multiétnico muy distinto como resultado del traslado de personas de todo su imperio a su ubicación. El título de šar kiššat nišē fue también un título importante y de uso frecuente del sucesor de Asurnasirpal, Salmanasar III.

## Lista de "Reyes de Todos los Pueblos" conocidos
- Salmanasar I (r. 1263–1234 a. C.)[2]
- TukultiNinurta I (r. 1233–1208 a. C.)[2]
- Asurnasirpal II (r. 883–859 a. C.)[1]
- Salmanasar III (r. 859–824 a. C.)[1][5]